# Монахинята от Монца
Мариана де Лейва (на италиански: Marianna de Leyva), станала сестра Вирджиния Мария (Suor Virginia Maria), по-известна като Монахинята от Монца (Monaca di Monza; * 4 декември 1575 в Милано, Миланско херцогство, † 17 януари 1650, пак там), е италианскa благородничка, господарка на Монца заедно с полубратята си Луиджи, Антонио II и Джероламо, както и монахиня – главна героиня на известен скандал в Монца, Северна Италия, в началото на XVII век.
Най-голямата дъщеря на испански благородник – графът на Монца Мартино де Лейва и де ла Куева-Кабрера, на 13-годишна възраст Мариана е принудена от баща си да влезе като послушница в Бенедиктинския орден. На 16 години полага обет и става монахиня с името „сестра Вирджиния Мария“, кръстена на починалата ѝ майка. Това, което предизвиква скандал, е връзката ѝ от 1598 до 1608 г. с мъж – граф Джан Паоло Озио, от когото ражда най-малко две деца: момче, мъртвородено или починало по време на раждане, и момиче, което Озио припознава като свое – Алма Франческа Маргарита (8 август 1604 г.), поверена на баба си по бащина линия, но и често посещавана от майка си.
Любовникът на сестра Вирджиния, който преди това е съден за убийство, убива трима души, за да скрие аферата, но е разкрит. Той е осъден на смърт неприсъствено и след това е убит ден преди присъдата от мъж, когото той смята за свой приятел. Архиепископ Федерико Боромео, наясно с историята, нарежда организирането на каноничен процес срещу Монахинята от Монца. Сестра Вирджиния е осъдена да бъде зазидана жива  в Убежището на Света Валерия, където намират убежище разкаяли се проститутки. Там тя прекарва почти 14 години затворена в малка килия (2,50 х 3,50 m), почти напълно лишена от комуникация с външния свят с изключение на процеп, който позволява да влизат въздух и храна. Надживяла присъдата, тя остава в Света Валерия до смъртта си на 74-годишна възраст.
Тя е графиня на Монца в периода 1600 – 1607 г., по време на управлението на испанския крал Фелипе III, и управлява територията (около 30 км2) от манастира заедно с тримата си братя (по две години за всеки). От братята Де Лейва титлата „Граф на Монца“ минава у дон Джовани Батиста Дурини през 1648 г.; родът Дурини управлява Монца и нейната територия до края на феодалния режим.
Известността ѝ се дължи главно на романа „Годениците“, в който Алесандро Манцони е вдъхновен от историята на тази смущаваща история, но акцентира върху събитията, променяйки състава на семейството, хронологията, биографичните подробности и името на любовниците, които стават Еджидио и сестра Гертруд.

## Произход
Тя е дъщеря на Мартино де Лейва и де Куева-Кабрера (* 1549, † 1600), граф на Монца, и на съпругата му Вирджиния Мария Марино. Неин дядо по бащина линия е Луиджи де Лейва – първият испански губернатор на Милано, син на Антонио де Лейва (отличил се в битката при Павия през 1525 г., за чиито заслуги получава феода Монца от император Карл V). Неин дядо по майчина линия е банкерът Томазо Марино. 
От 1573 г. майка ѝ е вдовица на граф Херкулес Пий Савойски, господар на Сасуоло. На 22 декември 1574 г. тя се омъжва за Мартино де Лейва, като му носи значителна зестра, в която влизат и фондовете на фермите „Мирабело“ и „Поми“ в Монца.
Мариана има трима полубратяː Луиджи, Антонио и Джероламо, господари на Монца, и една полусестра – Адриана от втория брак на баща си, както и четири полусестри и един полубрат (Марко III Пио ди Савоя, господар на Сасуоло) от първия брак на майка си. 

## Биография

### Ранни години
През 1576 г., година след раждането на Мариана, майка ѝ Вирджиния умира от чума в Милано. Тя оставя за универсални наследници по равно Мариана и първородният ѝ син от първия си брак Марко III ди Пио ди Савоя, както и правото на ползване на овдовелия си съпруг Мартино де Лейва. Мариана има право на собственост над Палат „Марино“ в Милано и на половината от активите, които дели с полубрат си. Завещанието обаче e оспорено от сестрите на Марк Пий, които поискват опис на имуществото. От този момент нататък има многобройни съдебни спорове с цел да се лиши Мариана от майчиното ѝ наследство. Това води до дълъг съдебен процес, който приключва през август 1580 г. със споразумение, сключено от баща ѝ Мартино де Лейва и Еней Пий Савойски, настойник на Марк Пий. С него наследството на Вирджиния Марино се приписва за пет части на дъщеря ѝ Мариана и за седем части на сина ѝ Марк Пий. Това споразумение е подхранвано и от необходимостта да се приключи спор, който рискува да срине вече непроспериращите финанси на семейството. Мартин де Лейва желае да се върне на служба при суверена на Испания, тъй като това остава основното средство за поддържане на съдбата на рода. Той служи на испанската корона при завладяването на Португалия по време на Войната за португалското наследство. През 1586 г. тези услуги му спечелват благоволението на Филип II, който нарежда на Камарата на Милано да плати на Мариана де Лейва 7000 дуката от наследството на майка ѝ като зестра, веднага щом младата жена достигне подходящата възраст за брак. Тази кралска отстъпка предполага, че Мартино, поне до този момент, има намерението да омъжи Мариана, веднага щом е възможно.

### Замонашване
През 1588 г. Мартино де Лейва среща във Валенсия тамошната аристократка Анна Викес де Монкада, за която се жени, и остава да живее там. От този съюз се раждат трима сина и една дъщеря. Благородникът се оказа изправен пред различни разходи, за да поддържа статуса си и новото си семейство. Затова той решава да посвети дъщеря си Мариана в религиозния живот, за да получи значителна сума от зестрата, която тя е наследила от починалата си майка. След преместването си в Испания той оставя девойката на попечителството на нейната леля – студената и набожно фанатична Мария Анна, маркиза Стампа-Киари. Той дори не изчаква Мариана да достигне необходимата възраст за посвещаване и я кара да положи обетите си, за да стане смирена бенедиктинка хумилиатка. 
На 15 март 1589 г., чрез нотариален акт, Мартино де Лейва учредява духовна зестра от 6000 имперски лири за дъщеря си по случай влизането ѝ в бенедиктинския женски манастир за уединение „Света Маргарита“ в Монца. Зестрата е депозирана при администратора и прокурора му в Монца, Джузепе Лимиато. С този акт де Лейва се задължава да внесе горепосочената сума в касата на манастира веднага щом дъщеря му Мариана положи официалните си обети. Към това е добавена тежестта от заплащането на 212 и половина лири на година до замонашването ѝ и даването на зестрата, плюс още 300 лири годишно като рента за нея. Мариана де Лейва, която приема посветеното име Вирджиния Мария (майчиното ѝ име), полага монашеските си обети на 12 септември 1591 г. Въпреки това баща ѝ, с намесата на Лимиато, поисква и успява да получи 2-годишно удължаване на изплащането на духовната зестра, която обаче той никога не изплаща, а плаща единствено годишната ѝ рента. 
През 1595 - 1596 г. баща ѝ делегира на Мариана правото да упражнява властта си над феода на Монца. Въпреки че е монахиня, е сигурно, че след смъртта му през 1600 г. тя има сеньорски правомощия над феода заедно с полубратята си, както е видно от документи, подписани от нея.
В манастира тя се радва на привилегировано положение: живее в малък отделен апартамент, подпомагана от четири помощнички монахини и придворни дами, както и мирянка за задълженията на службата. Събира данъци и разпитва за проблемите на хората от Монца. Темпераментът на сестра Вирджиния като феодал на Монца и като принадлежаща към едно от най-влиятелните семейства на испанското херцогство Милано е надменен и арогантен: тя бие някои непокорни сестри и преследва подозрителната игуменка Франческа Имбрезага, като я отстранява от служба и ѝ възлага обикновена работа. Основната причина за това ѝ поведение е връзката ѝ с благородника от Монца Джан Паоло Озио (* 1572, † 1608), чиято къща граничи с манастира. Младият мъж е красив и богат, и се хвали с приятелства със силни ломбардски семейства като Д’Ада, Боромео, Таверна и Висконти.

### Връзка с Джан Паоло Озио
Градският манастир „Света Маргарита“, където живее сестра Вирджиния, граничи с къщата на благородника Джан Паоло Озио. Той има навика да наблюдава от имението си послушничките, които се разхождат и играят в двора на манастира. Един ден през 1597 г. Озио забелязва една от тях и започва да я ухажва. Тя се казва Изабела и е дъщеря на Джовани Мария и на Изабела дели Ортензи – заможно семейство от Монца. След като научава за връзката им, сестра Вирджиния (графиня на Монца и учителка на послушничките) отстранява Изабела и прави голяма сцена на Озио. Случката не се ограничава само до мъмрене: за факта е съобщено на родителите на Изабела и те я отвеждат от манастира. След няколко дни в Монца е убит някой си Молтено – данъчен агент на семейство Де Лейва. Плъзват слухове, че подбудител на убийството е Озио, за да си отмъсти за претърпения отпор и за отстраняването на любовницата си. Той остава затворен за дълго време в къщата или в градината си и оттам възобновява наблюдението на прозорците на манастира.
С безочлив кураж Озио пожелава да поднови аферата, но този път с монахиня от по-висш род – с тази, която му е попречила. Сестра Вирджиния обаче неведнъж отхвърля ухажванията му. Младият мъж най-накрая успява да привлече вниманието ѝ. Той започва да я поздравява от прозореца си и един ден поисква да ѝ изпрати писмо. Тя обаче реагира остро и поисква неговия арест, понеже е гневна поради убийството на данъчния агент на семейството ѝ.
Озио е принуден да се укрива извън Монца за около година. След известно време красавецът моли Вирджиния за прошка благодарение на посредничеството на нейните полубратя, които са негови приятели, и започва усърдно да ходи на литургия. Той продължава наблюдението си от прозореца, което продължава да смущава авторитетната монахиня. Според свидетелството на сестра Отавия, след като вижда Озио да се разхожда в градината от прозореца на спалнята си, тя казва: „Ще мога ли да видя най-красивото нещо...?“
Един ден през пролетта на 1598 г. Озио и сестра Вирджиния започват да си разменят писма. Тази кореспонденция се осъществява благодарение на двете ѝ най-скъпи сътруднички и доверенички – сестра Отавия Ричи и сестра Бенедета Омати, както и на кюрето на църквата към манастира – дон Паоло Аригоне, който е приятел и съветник на Джан Паоло. Тези маневри продължават няколко месеца, докато двамата не се срещат, но тогава не се случва нищо, тъй като присъства и сестра Отавия. Двойката се среща за втори път, винаги в присъствието на техни доверени приятели. Според по-късно признание на Монахинята от Монца Озио я изнасилва, а двете монахини не ѝ се притичват на помощ.
Двамата подновяват срещите си едва след като Озио ѝ праща множество писма, свидетелстващи за неговото покаяние. Сестра Отавия в показанията си от 4 декември 1607 г. разкрива, че двамата влюбени често се срещат в манастира и по-точно в килията на Вирджиния; според нея двойката има сексуални отношения дори и в нейно присъствие, и в присъствието на сестра Бенедета, тъй като трите монахини имат обща стая. Междувременно аферата продължава да придобива почти обичаен характер с взаимна размяна на подаръци между влюбените.
Една нощ в първите месеци на 1602 г. сестра Вирджиния, подпомагана от своите доверенички, ражда мъртво момченце. Този факт е потвърден от показанията на сестра Отавия, която също така заявява, че трупът е отнесен от Озио. Според италианския историк от XVI век Джузепе Рипамонти две други монахини благоприятстват интригата, въвлечени, вероятно не без знанието на господарката, в любовен триъгълник. Това, което кара връзката на сестра Вирджиния и Озио да продължава дълго време, е силната убеждаваща сила на Вирджиния и многото ѝ привилегии, както и очарованието, упражнявано от Озио върху нея и монахините.
На 8 август 1604 г. сестра Вирджиния ражда дъщеря на име Алма Франческа Маргарита, която Озио води в Милано, за да бъде тържествено кръстена в църквата „Свети Андрей“. Неин кръстник, достоен за нейния аристократичен произход, е граф Франческо Д'Ада. Освен това детето често посещава манастира „Света Маргарита“ в компанията на баща си. Това води до убеждението, че връзката между сестра Вирджиния и Озио вече е почти публично достояние и двамата не полагат много усилия да я крият. Не се знае нищо за по-нататъшния живот на детето, освен че е поверено за отглеждане на баба си по бащина линия София Бернареджи, която е от богат милански род.

### Скандал
Ситуацията се влошава през 1606 г., когато младата новохристиянка Катерина Касини от Меда, която е от бедно семейство и е станала монахиня само по икономически причини, след като разкрива връзката, заплашва да я направи публично достояние. Тя вече е неудобен елемент, като продължава да ги изнудва. Една вечер Джан Паоло Озио я убива с три удара по главата, използвайки лост, а след това с помощта на сестра Вирджиния, сестра Бенедета и сестра Отавия скрива тялото ѝ в кокошарника на манастира и прави дупка в стената, за да намекне, че е избягала, а впоследствие мести трупа. Слуховете за връзката между сестра Вирджиния и Джовани Паоло Озио зачестяват, така че той извършва или се опитва да извърши и други убийства: успява да убие ковача, но не и аптекаря и дон Аригоне, на което се противопоставя самата Мариана.
По време на карнавала през 1607 г. Озио е арестуван и по нареждане на губернатора на Милано е хвърлен в Замъка на Павия.
През юли кардинал Федерико Боромео посещава манастира „Света Маргарита“ след поредица от аномалии, които събуждат подозренията му. Посещението е вследствие на изпращане на писма: първото е това на Озио до архиепископа, в което той се обявява за невинен, а второто е написано от сестра Вирджиния и подписано от други монахини, адресирано до испанския губернатор на Милано граф Фуентес, в което тя съобщава, че няма връзка между Озио и манастира.
През септември 1607 г. Озио бяга от замъка в Павия и се връща в Павия, където убива аптекаря, който не е успял да убие по-рано. Той намира убежище в църквата „Свети Маврикий“, а през ноември – в манастира „Света Маргарита“. Но странното поведение на сестра Отавия и сестра Бенедета не убягва от погледа на останалите монахини, които предупреждават кардинал Боромео. Така по негово нареждане сестра Вирджиния, въпреки оживената ѝ съпротива (изглежда, че се защитава от арест, размахвайки дълъг меч), е арестувана на 15 ноември 1607 г. в Монца. На 25 ноември 1607 г. тя е преместена в Милано в манастира на бенедиктинките „Свети Улдерих“, наречени „монахини на Бокето“.
На 27 ноември 1607 г. архиепископският викарий започва разследването в манастира „Света Маргарита“. Двете монахини – Отавия Ричи и Бенедета Омати, съучастнички на сестра Вирджиния, бягат с помощта на Озио, срещайки собствената си съдба. Всъщност мъжът се стреми да убие двете свидетелки – част от връзката в различни качества (вероятно надзирателки и рано или късно любовници на самия него и следователно активни негови съучастнички). За да им запуши устата, Озио дави едната в река Ламбро, а другата хвърля в близкия кладенец. Сестра Отавия се спасява, но умира на 26 декември в манастира „Света Урсула“, където е намерила убежище след атаката. И сестра Бенедета успява да избяга, и намира убежище в същия манастир, където оцелява за кратко, но достатъчно дълго, за да докладва всичко на властите.
На 22 декември 1607 г. сестра Вирджиния е разпитана и признава за връзката си с Озио. Тя обвинява Озио и дон Аригоне за убийството.
На 2 януари 1608 г. Озио е съден за двата му опита за убийство и за убийството на Катерина Касини, и за опита му да обвини дон Аригоне за убийството на аптекаря. На 25 февруари той е осъден неприсъствено на смърт и на конфискация на имуществото.
Процесът срещу сестра Вирджиния приключва на 18 октомври 1608 г. Тя е осъдена на доживотен затвор в зазидана килия. По заповед на кардинал Федерико Боромео е преместена в дома на Новохристянките на Св. Валерия в Милано близо до църквата „Свети Амвросий“. Това място не е манастир, а негостоприемно и жалко убежище, където разкаяли се проститутки са приютявани за наказание и за да се опитат да изкупят греховете си.
Междувременно Джан Паоло Озио, осъден на смърт и издирван, намира убежище в Милано при своя приятел – графът на Ландриано Чезаре II Таверна. Той обаче го предава и кара да го пребият до смърт в подземията на палата му на бул. „Монфорте“, не толкова за да прибере награда за залавянето му, колкото от политическа целесъобразност. След това отсечената му глава е хвърлена в краката на испанския губернатор Фуентес. Тялото му е зазидано в ниша: според народната традиция призракът му броди в подземията на Палацо Изимбарди (днешен Палат на провинцията). Смъртта на Озио (починал на 35-36-годишна възраст) кара майка му да моли за лихвите и държавните субсидии за себе си и за внучката си.

### Изкупление и смърт
На 25 септември 1622 г. Вирджиния е освободена по заповед на кардинал Боромео. След почти 14 години, прекарани в малка килия с размери 1,50 на 2,50 метра, със зазидани врата и прозорец, с малък процеп за храна и въздух, тя е сметната за покаяла се от кардинала. Дадена ѝ е прошка, но тя пожелава да остане в убежището.
Жената привлича вниманието на кардинал Боромео със своите прояви на благочестие и е взета за пример като разкаяла се грешница. Тя е насърчавана от самия него да пише писма, които биха се притекли на помощ на монахини, нуждаещи се от утеха или на монахини, несигурни относно своето призвание. Вирджиния живее в Света Валерия още 28 години до смъртта си на 17 януари 1650 г. на 74-годишна възраст.

## В масовата култура

### „Годениците“
В романа „Годениците“ (I promessi sposi) италианският писател Алесандро Манцони заема фигурата на Монахинята от Монца, но променя имената на героите: сестра Вирджиния се казва Гертруда, а нейният любовник – Еджидио. Той също така променя някои подробности - монашеството е внушение, наложено директно от баща ѝ; присъстват и са съучастници както майка ѝ, така и по-големият ѝ брат; променени са и други обстоятелства - историята е пренесена напред с няколко години (действието на романа се развива между 1628 и 1630 г., повече от 20 години след реалните факти).
Историята заема по-голямо място в романа му „Фермо и Лучия“, предшестващ „Годениците“.
Сестра Вирджиния е дъщерята на епохата (XVII век), която се подчинява във всяко отношение на предписанията на приетата религия и на слепите закони на гордостта на семейството. Манцони пише в IX глава: „Но религията, такава каквато я бяха предали на нашата бедна жена и както тя я бе получила, не прогони гордостта, а я освети и я предлагаше като средство за получаване на земно щастие. Така лишена от своята същност, тя вече не беше религия, а призрак като другите”.
Тя неизбежно е карана да чуе и да приеме логиката на своите мъчители; антагонистка на баща си, тя израства от същата духовна субстанция като него. Тя не мечтае за любов, а, както пише критикът Еудженио Донадони, за любовта-помпозност, любовта-васалство. В манастира тя се чувства като дъщерята на княза; като послушничка се радва на привилегии, а като монахиня е „Господарката“ (La Signora).
Образована в религията на кастовата и семейната гордост, Гертруда е слабо създание: „за да се реши съдбата ѝ, не се нуждаеха от нейното съгласие, а само от нейното присъствие“ (гл. IX). Младата жена не действа – другите действат вместо нея. Индексът на морална слабост са както нейната гордост – плод на семейното възпитание, така и вътрешното ѝ уединение, където ѝ е приятно да се оттегля от борбите, срещу които не може да се изправи, за да изживее илюзиите си и за да боготвори своите страсти. Завръщането към живота за нея означава да се върне във властта на другите. Тя дори няма силата на безчестието, няма съвест за престъплението, а липса на съвест. Тя не притежава необходимата енергия, за да работи за собственото си спасение.
Манцони я съжалява (нарича я „Гертрудка“, „горката“, „невинната“), но като съдия е неумолим: „Нещастницата отговори“ (гл. Х). В лаконичността на това известно изречение може да се схване тежестта на жеста, както за нарушаването на монашеския обет от Гертруда, така и за драматичните последици, които ще последват. Тя е „нещастна“, защото не е успяла да се възползва от възможностите за покаяние и изкупление. В историята на Гертруда съществена става връзката с княза-баща (персонажът на Бащата на Монахинята от Монца), който със своя авторитет и воля ѝ налага принудително монашество. Гертруда изживява тази връзка със страхопочитание и страх, неспособна да реагира, и търпи егоистичното насилие, до степен да намира момент на покой, само когато вижда у баща си удовлетворението от нейния монашески избор: „Тогава, най-накрая, за момент всички бяха щастливи“. (гл. Х).
Страховата нагласа и психологическото подчинение на Гертруда се изразяват главно чрез очите, заради неспособността ѝ да говори (например в глава X: „Без да вдигне лицето си към бащата, тя падна на колене пред него; тя повдигна към баща си поглед, [нещо средно] между ужасен и умоляващ; Тези очи управляваха движенията и лицето ѝ, сякаш с помощта на невидими юзди“). Заради принудителното си монашество и следователно наложената ѝ вяра тя е накарана да създаде две личности в себе си. Едната, която я води до грях, а другата, която я кара да се чувства виновна за греха, който току-що е извършила. Това можем да открием и във факта, че част от нейната личност я тласка да помогне на главната героиня в романа Лучия, а другата – да направи обратното, тъй като тя завижда на Лучия, която ще да се омъжи, докато тя самата никога няма да може.

### Принудителното монашество в литературата
Разказът на Манцони е възраждането на литературен топос на европейската литература от XVII до XIX век. Няколко примера за това са:
- Автобиографичните произведения на сестра Арканджела Таработи (* 1605, † 1652): „Монашески ад“ (Inferno monacale) и „Бащина тирания“ (Tirannide paterna)[27][28]
- Известните „Писма на една португалска монахиня“ (Les lettres portugaises, 1669), приписвани на португалската монахиня Мариана Алкофорадо, много популярни навремето си и през XVIII век;
- „Монахинята“ (La Religieuse, 1796) – известно на Манцони произведение, дело на френския интелектуалец Дени Дидро – един от най-големите представители на Просвещението.

Последвали романа на Манцони са „Мистериите на неаполитанската обител“ (Misteri del chiostro napoletano 1864) от Енрикета Карачоло, „История на едно коприварче“ (Storia di una capinera, 1871) от Джовани Верга, „Писма на послушница“ (Lettere di una novizia) от Гуидо Пиовене и „Младата монахиня“ (La suora giovane, 1959) от Джовани Арпино.

### Местата на Монахинята от Монца
- Централна улица на град Монца е посветена на Де Лейва. Тя свързва ул. „Енрико да Монца“ с ул. „Леко“.
- Улица „Синьора ди Монца“ (Via della Signora) в град Монца, чийто маршрут минава покрай древната градина на разпуснатия градски манастир „Санта Маргарита“, е пътят, посветен на сестра Мария Вирджиния де Лейва.
- Виколо дела Синьора (Vicolo della Signora), достъпен от Порта Лоди
- Мнозина погрешно идентифицират историческия колеж на монахините прециозинки на ул. „Леко“ – седалище на художествената гимназия с манастира от романа на Манцони.
- На ул. „Марсала“ 44 в Монца се намира бившият манастир на братята капуцини, споменат в романа „Годениците“, където Аниезе и Лучия са изпратени от баща им Кристофоро, трябвайки да бягат от Леко. Зазиданата на мястото плоча гласи: „Това място, бивш манастир на капуцините, е увековечено от изкуството на „Годениците“. Убежище за слабите, защита за потиснатите, възвеличаване на смирените над арогантността и времената побеждава благотворната вяра, привикнала на триумфи."

- Ул. дела Синьора в Монца
от ул. Мориджа, Порта Лоди,
се влива в ул. Ацоне Висконти
Вж. Мадоната с Младенеца, изрисувана в нач. на улицата
- Ул. дела Синьора в Монца
- ул. дела Синьора в Монца
отдясно крепостните стени
на бившия манастир „Санта Маргерита“
- Плоча на ул. дела Синьора в Монца
от ул. Мориджа, Порта Лоди
- Улица дела Синьора в Монца
- ул. Де Лейве в Монца
- Входен портик на бившия манастир „Санта Маргерита“
вляво от фасадата на
църквата „Сан Маурицио“ в Монца,
гледаща към пл. „Санта Маргерита“
- Монца: вход на бившия манастир „Санта Маргерита“ на едноименното площадче, вляво от
църквата „Сан Маурицио“
- ул. Марсала 44 в Монца, към Милано
възпоменателна плоча на бившия манастир на Капуцините, където Ренцо и Лучия от романа „Годениците“ са поканени от отец Христофор, трябвайки да бягат от Леко
- ул. Марсала 44 в Монца
оброчна ниша на стените на бившия манастир на Капуцините
с вероятното изображение на сестра Вирджиния Мария де Лейла
обект на народно поклонение
- ул. Марсала 44 в Монца
оброчна ниша на крепостните стени на бивия манастир на Капуцините
с възможния портрет на сестра Вирджиния Мария де Лейва
- оброчна ниша на ул. де Лейла в Монца
- църква „Санта Мария деле Грацие“
in Monza
тук спират да се помолят Озио, сестра Бенедета и сестра Отавия – двете неудобни съучастнички монахини, бягащи от манастира „Санта Маргерита“, за да избегнат ареста
- Монца парк „Понте деле катене“ на мястото на среща с бул. дей Соспири
тук бягащият Озио се опитва да удави сестра Отавия, една от двете монахини съучастнички, избягали с него от манастира на Санта Маргерита в Монца, за да ѝ попречи да свидетелства. Той също хвърля сестра Бенедета в кладенеца на тогава малко отдалечена ферма

### Филмови адаптации
- La monaca di Monza (1947)
- La monaca di Monza (1962)
- La monaca di Monza (1969)
- La vera storia della monaca di Monza (1980)
- La monaca di Monza (1987)

### Театрални адаптации
- Пиесата „Монахинята от Монца“ (La Monaca di Monza) от Джовани Тестори
- „Монахинята на Монца - ломбардска история“ (La monaca di Monza una storia lombarda), пиеса на Мара Гуаландрис и Лоредана Рива
- „Монахинята от Монца“, режисирана от Бирибо Толони

### Телевизионни адаптации
- „Вирджиния, монахинята от Монца“ (Virginia, la monaca di Monza) (2004)

### Изложби
- „Монахинята на Монца“ (La Monaca di Monza) в Замъка на Сфорците в Милано (25 ноември 2009 – 21 март 2010 г.)
- „Монахинята от Монца от романа към киното и комиксите“ (La Monaca di Monza dal romanzo al cinema e al fumetto), Монца (23 септември 2016 – 8 януари 2017 г.)
- „Монахинята на Монца, изложбата“ (La Monaca di Monza la mostra), Голямата оранжерия на Кралската вила на двореца в Монца (1 октомври 2016 – 19 февруари 2017 г.)

## Любопитно
Във времената, предшестващи скандалите, Господарката на Монца си кореспондира с известния учен и историк Бартоломео Дзуки (* 1570, † 1630), който се хвали, че има далечна връзка с рода Де Лейва.